# Zviad Kharazichvili
Zviad Kharazichvili (en géorgien : ზვიად ხარაზიშვილი), dit Khareba (ხარება), né le 20 mars 1975 à Khachouri (Géorgie), est un officier et haut fonctionnaire géorgien, responsable du Département des tâches spéciales du ministère des Affaires intérieures, dirigeant les forces spéciales de la police géorgienne, notamment la police antiémeute. Il est accusé d'un usage excessif de la force contre les manifestants et de violences ciblant des militants d'opposition. 
À partir de septembre 2024, il est visé par des sanctions internationales, notamment imposées par le département du Trésor des États-Unis, en raison de son implication dans la répression des manifestations de 2023-2024 en Géorgie.

## Biographie

### Jeunesse et début de carrière
Zviad Kharazichvili naît le 20 mars 1975 à Khachouri, dans la région de Kartlie intérieure (Géorgie).
Il commence sa carrière au sein du Service spécial de protection de l'État (en) (SPS), le service de renseignement géorgien, au milieu des années 1990, alors que la Géorgie est dirigée par Edouard Chevardnadze peu après son indépendance. Avec la fin de l'ère soviétique, les salaires du secteur public deviennent moins attractifs et Kharazichvili  quitte le SPS. Il fonde une entreprise de vente d'essence avec son ancien collègue Vakhtang Gomelaouri — qui deviendra ministre des Affaires intérieures — et développe avec lui une relation qui se poursuit par la suite.
Au moment de la révolution des Roses qui voit le départ du président Edouard Chevardnadze, il est employé par le Département des tâches spéciales, un corps de forces spéciales de la police rattachée au ministère des Affaires intérieures, en tant qu'officier intermédiaire au sein de l'une des unités d'intervention. C'est à ce moment-là qu'il aurait adopté le surnom de « Khareba », en référence au héros d'un film soviétique de 1987, Khareba et Gogia (uk). Selon un de ses anciens collègues, il est « assez sensible à la folie des grandeurs ». Il ajoute que Zviad Kharazichvili « parlait aussi sans cesse d’argent, de ses maisons et de ses piscines, se vantant de son traitement envers les femmes. Il n’était pas nécessaire de passer longtemps avec lui pour voir à quel point il était un petit homme. ».

### Ascension dans la hiérarchie (2009-2019)
En 2009, une mutinerie éclate au sein de l'armée géorgienne ; Zviad Kharazichvili est promu commandant divisionnaire en raison de sa fidélité. Le 20 mai 2009, l'un des leaders du mouvement de rébellion, Guia Krialichvili, est la cible d'une intervention des forces de sécurité qui doit mener à son arrestation ; Kharazichvili y participe. Cependant, celle-ci tourne mal et Krialichvili est tué par balles. Selon un officier anonyme membre de l'unité d'intervention, c'est Zviad Kharazichvili qui aurait tiré le coup fatal. Cet événement fait augmenter la notoriété de l'officier et constitue son « premier vrai moment dans la lumière » selon Guivi Targamadze. Bien qu'il ne soit pas certain qu'il soit à l'origine du tir mortel, il est « profondément impliqué » dans l'opération et gagne la réputation « d'être le plus inhumain, de traiter [les suspects] de la pire façon ».
Avec l'arrivée au pouvoir de Bidzina Ivanichvili et son parti Rêve géorgien en 2012, plusieurs responsables du Département des tâches spéciales sont poursuivis et emprisonnés en raison des opérations menées sous l'autorité du Mouvement national uni, précédemment au pouvoir. Cependant, Khareba échappe aux poursuites, prétendument grâce à ses liens avec Vakhtang Gomelaouri, qui a quitté en 2003 le SPS pour devenir le garde du corps personnel de Bidzina Ivanichvili.
En 2015, lorsque Gomelaouri est nommé à la tête du Service de sécurité d'État, il désigne Kharazichvili pour diriger l'une des unités d'intervention SWAT de l'agence. Sa carrière est cependant « moins illustre que son premier passage au ministère de l'Intérieur », selon Byline Times. En 2017, il doit diriger l'équipe chargée de mettre fin à l'affrontement du quartier Isani, mais celle-ci est remplacée au dernier moment par une unité entraînée par des instructeurs américains, la Chavnabada. À l'issue d'un siège de plus de 20 h mené contre quatre combattants djihadistes, trois d'entre eux sont tués, mais un officier de sécurité meurt également et quatre autres sont blessés. 

### Au service du pouvoir géorgien (depuis 2019)
Khareba aurait ensuite été promu pour intégrer une unité plus réputée, à la tête de laquelle il aurait dirigé la répression des manifestations de 2019, surnommées « Nuits de Gavrilov », selon Targamadze. À la tête de la Chavnabada, c'est lui qui aurait ordonné que la police tire des balles en caoutchouc contre les manifestants, blessant 240 manifestants dont deux finissent éborgnés, cependant, cela n'est pas confirmé par d'autres officiers de sécurité. Quelques mois plus tard, en septembre 2019, lorsque Gomelaouri devient ministre des Affaires intérieures, il nomme Zviad Kharazichvili à la tête du Département des tâches spéciales, qui compte deux branches : les Forces spéciales de police et les Unités de contrôle des foules, dont fait partie la police antiémeute. 
À ce poste, selon l'un de ses subordonnés ayant fait défection, Zviad Kharazichvili reçoit le droit de nommer les personnes qu'il souhaite. Il engage d'anciens membres du Service de sécurité d'État ou des forces spéciales de police antiterroriste.
Au printemps 2024, le pouvoir géorgien fait adopter par le Parlement, qu'il contrôle, une loi sur les agents étrangers calquée sur la loi russe du même nom et surnommée « loi russe » par les militants de la société civile. Des manifestations massives ont lieu pour protester contre cette loi ; elles s'accompagnent d'une forte répression. De nombreux militants sont arrêtés et passés à tabac par les forces de l'ordre, plusieurs devant être hospitalisés. Zviad Kharazichvili est l'un des responsables principaux de la répression policière qui vise les militants. Il est « le gars qui gère les excès, il a le feu vert pour aller au-delà, pour contourner toutes les lois », selon Guivi Targamadze. Fin mai 2024, il déclare, interrogé par des journalistes que la force de police spéciale qu'il dirige est « prête à utiliser la force sans retenue contre les manifestants », il affirme également qu'il a une « liste » de militants à cibler en priorité au sein du mouvement. Il menace également Levan Khabeichvili, responsable du Mouvement national uni, déjà violemment attaqué quelques jours plus tôt, prétendument sur ordre de Kharazichvili. 
Début octobre 2024, Rêve géorgien annonce son intention de l'intégrer aux procédures de sécurité et de maintien de l'ordre, notamment aux alentours des bureaux de vote, durant les élections législatives du 26 octobre. Cette décision est critiquée par l'opposition, qui craint que cela ne lui donne un « feu vert » pour intimider les électeurs et militants d'opposition. La branche géorgienne de Transparency International dénonce également le choix du gouvernement et lui demande de revenir sur sa décision, ainsi que de renvoyer Kharazichvili de son poste,.
Zviad Kharazichvili possède 50 % d'une entreprise de sécurité privée, Sarangi Ltd., qu'il gère conjointement avec d'autres associés. Cette entreprise est suspectée de servir de couverture pour coordonner des attaques contre les militants d'opposition, menées par des agresseurs masqués, n'appartenant pas à la police, prétendument engagés par Sarangi,. 

## Vie privée
Selon sa déclaration de patrimoine, Zviad Kharazichvili possède un terrain au sud de la ligne d'occupation russe, frontière avec l'Ossétie du Sud. Il est également le propriétaire d'un appartement à Tbilissi et d'autres propriétés.

## Sanctions internationales
En septembre 2024, en raison de son rôle dans la répression des manifestations du printemps 2024 et de « graves violations des droits humains », Zviad Kharazichvili est placé sous sanctions par l'Office of Foreign Assets Control, dépendant du département du Trésor des États-Unis, en même temps que son adjoint Mileri Lagazaouri,. Le gouvernement géorgien prend à plusieurs reprises sa défense. Irakli Kobakhidze s'en prend notamment à un prétendu « parti de la guerre globale », qu'il accuse d'avoir ciblé injustement Kharazishvili et son adjoint.
Les sanctions, prises en vertu du Global Magnitsky Act de 2016, complément de la loi Magnitski de 2012, incluent une interdiction d'entrée sur le sol américain, ainsi que le gel de ses actifs aux États-Unis et le blocage des sociétés qu'il possède à 50 % ou plus,,. Il est également placé sur la liste des Specially Designated Nationals and Blocked Persons (SDN).
À partir de décembre 2024, en raison de son rôle dans la répression des manifestations post-électorales géorgiennes, il est placé sous sanctions par le Royaume-Uni, l'Estonie et la Lituanie.